# Unidad fraseológica
Se considera unidad fraseológica la combinación de palabras caracterizada por presentar un cierto grado de fijación o idiomaticidad, esto es, se trata de combinaciones de palabras cuyo significado no se deduce necesariamente del significado de los componentes por separado y tienen limitada "la modificación, la sustitución, la adición de complementos o cualquier otra alteración de su estructura", según Ruiz Gurillo. Por ejemplo, en español: paño de lágrimas, dar calabazas, eso es harina de otro costal, dicho y hecho, de tal palo tal astilla.
En fraseología se consideran, en términos amplios y no estrictamente hablando, unidades fraseológicas la locución, el enunciado fraseológico y la colocación. 
La locución posee fijación interna y unidad de significado; equivale a la lexía simple o al sintagma; puede pertenecer a diferentes rangos categoriales y cumple diversas funciones sintácticas.
La unidad fraseológica debería cumplir, al menos, dos condiciones esenciales: fijación e idiomaticidad.

## Fijación
En el ámbito fraseológico, la fijación debe ser entendida como algo que el hablante almacena y tiende a reproducir sin descomponer la unidad en elementos constituyentes. Eso quiere decir, que el hablante usa un grupo de palabras que ha sido previamente creado y unido, que constituya una estructura fija con cierto significado. 

## Idiomaticidad
Este aspecto se puede entender de dos maneras diferentes. Por un lado, corresponde a lo que es propio y peculiar de una lengua y, por otro, se puede interpretar como el rasgo semántico característico de ciertas construcciones fijas: 

La expresión idiomática es un signo complejo pero no, simultáneamente y desde el punto de vista funcional, un complejo de signos. Los componentes de ésta [expresión idiomatica] no se comportan en ella como signos lingüísticos, propiamente, sino más bien, como componentes formales de un signo.
 Alberto Zuluaga 

De todas formas, la idiomaticidad no está directamente relacionada con la cantidad de elementos idiomáticos que posee una unidad fraseológica. Si solo uno de ellos funciona idiomáticamente, la unidad entera será idiomática. Resumiendo, de todo lo expuesto se puede decir que la unidad fraseológica es el conjunto de aquellas unidades léxicas que están formadas por más de dos vocablos con separación gráfica, y que se caracterizan por:

la alta frecuencia de uso, y de coaparición de sus elementos integrantes; por su institucionalización, entendida en términos de fijación y especialización semántica; por su idiomaticidad y variación potenciales; así como por el grado en el cual se dan todos estos aspectos en los distintos tipos.
Gloria Corpas 

## En español
Las clasificaciones existentes en español sobre unidades fraseológicas no son muy abundantes. En la filología española aparecen nombres como los de unidad fraseológica, expresión pluriverbal, unidad pluriverbal lexicalizada y habitualizada, unidad léxica pluriverbal, expresión fija o fraseologismo. 